# Baena (Córdoba)
Baena ist eine spanische Kleinstadt in der andalusischen Provinz Córdoba. Die Stadt befindet sich in der Comarca Guadajoz-Campiña Este und ist Sitz des Gerichtsbezirks Baena, zu dem die Gemeinden Luque, Valenzuela, der Ortsteil Albendín und sieben Einzelgehöfte gehören.

## Lage
Baena liegt 62 Kilometer südöstlich der Provinzhauptstadt Cordoba und ist von dieser auf der Nationalstraße N-432 zu erreichen. 105 Kilometer südöstlich von Baena liegt Granada und 67 Kilometer östlich Jaén.
Der Fluss Guadajoz durchfließt das Territorium der Gemeinde quer von Südosten nach Westen und der Nebenfluss Marbella durchquert die Innenstadt. Der Fluss liegt fast ganzjährig trocken. Auf dem Gemeindegebiet sind die höchsten Erhebungen die Berge Torre Morana (688 Meter), Almoguera (758 Meter) und Serrezuela (799 Meter).

## Etymologie
Namensgeber ist Baius, ein römischer Grundbesitzer. Der Ortsname wurde unter den Mauren zum arabischen Bayyana. Auf dem Gemeindegebiet von Baena gibt es zahlreiche ibero-romanische Überreste, z. B. in Torreparedones und in Izcar sowie auf dem Hügel Minguillar.

## Einwohnerentwicklung
| Bevölkerungsentwicklung | Bevölkerungsentwicklung | Bevölkerungsentwicklung | Bevölkerungsentwicklung | Bevölkerungsentwicklung | Bevölkerungsentwicklung | Bevölkerungsentwicklung | Bevölkerungsentwicklung | Bevölkerungsentwicklung | Bevölkerungsentwicklung | Bevölkerungsentwicklung | Bevölkerungsentwicklung | Bevölkerungsentwicklung | Bevölkerungsentwicklung | Bevölkerungsentwicklung |
| ----------------------- | ----------------------- | ----------------------- | ----------------------- | ----------------------- | ----------------------- | ----------------------- | ----------------------- | ----------------------- | ----------------------- | ----------------------- | ----------------------- | ----------------------- | ----------------------- | ----------------------- |
| Jahr                    | 1900                    | 1910                    | 1920                    | 1930                    | 1940                    | 1950                    | 1960                    | 1970                    | 1980                    | 1990                    | 2000                    | 2010                    | 2020                    |                         |
| Einwohner               | 14.149                  | 14.492                  | 18.220                  | 21.289                  | 25.258                  | 23.196                  | 22.551                  | 20.073                  | 17.010                  | 20.423                  | 19.155                  | 20.061                  | 18.857                  |                         |

## Städtepartnerschaften
Baena unterhält eine Städtepartnerschaft mit San Carlos in Chile.

## Söhne und Töchter der Stadt
- Juan Alfonso de Baena (um 1375–1434), kastilischer Troubadour und Liedersammler
- Joaquín del Pino Sánchez de Rojas (1729–1804), spanischer Politiker und Militär
- Domingo Henares (1765–1838), Bischof in Indochina (Tonkin), hingerichtet, Heiligsprechung 1988.
- Julián Herranz (* 1930), emeritierter Kurienkardinal der römisch-katholischen Kirche
- Antonio Tapia (* 1949), Fußballtrainer und ehemaliger -spieler
- Fátima Gálvez (* 1987), Sportschützin